# Гней Корнелій Лентул Гетулік (консул 55 року)
Гней Корнелій Лентул Гетулік (лат. Gnaeus Cornelius Lentulus Gaetulicus; 22 — після 55) — державний діяч ранньої Римської імперії, консул-суффект 55 року.

## Життєпис
Походив з патриціанського роду Корнелії Лентулів. Син Гнея Корнелія Лентула Гетуліка, консула 26 року. Користувався підтримкою імператора Клавдія. Здебільшого займався сенатськими справами. У 55 році призначено консулом-суффектом разом з Титом Курцілієм Манцієм. Подальша доля невідома.

## Родина
- донька Корнелія Гетуліка